# زانکت یوهان ایم پونگائو
شهر زانکت یوهان ایم پونگائو (به آلمانی: Sankt Johann im Pongau) در استان سالزبورگ با جمعیت ۱۰٬۶۸۲ نفر در کشور اتریش واقع شده‌است.

## نگارخانه

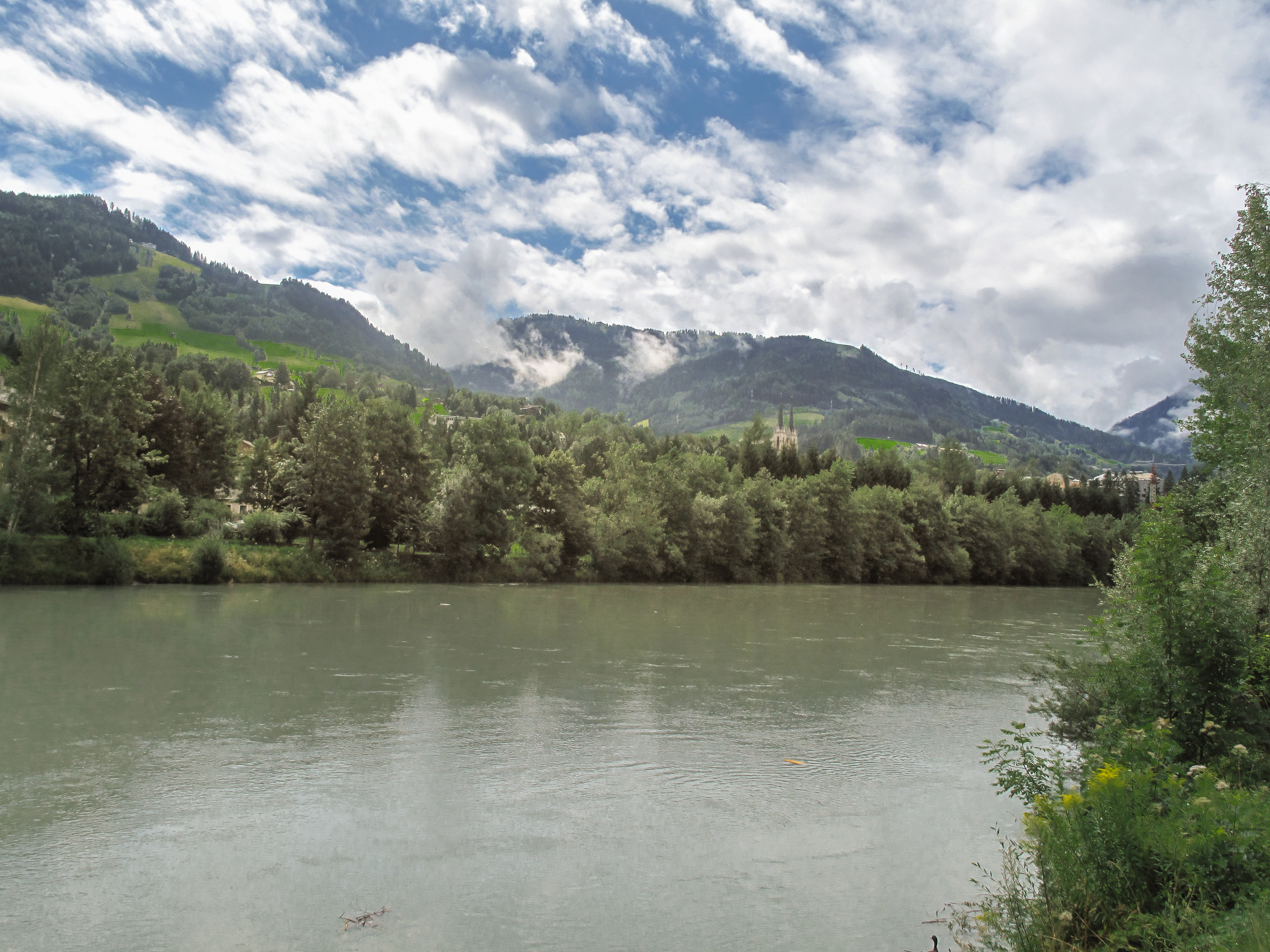
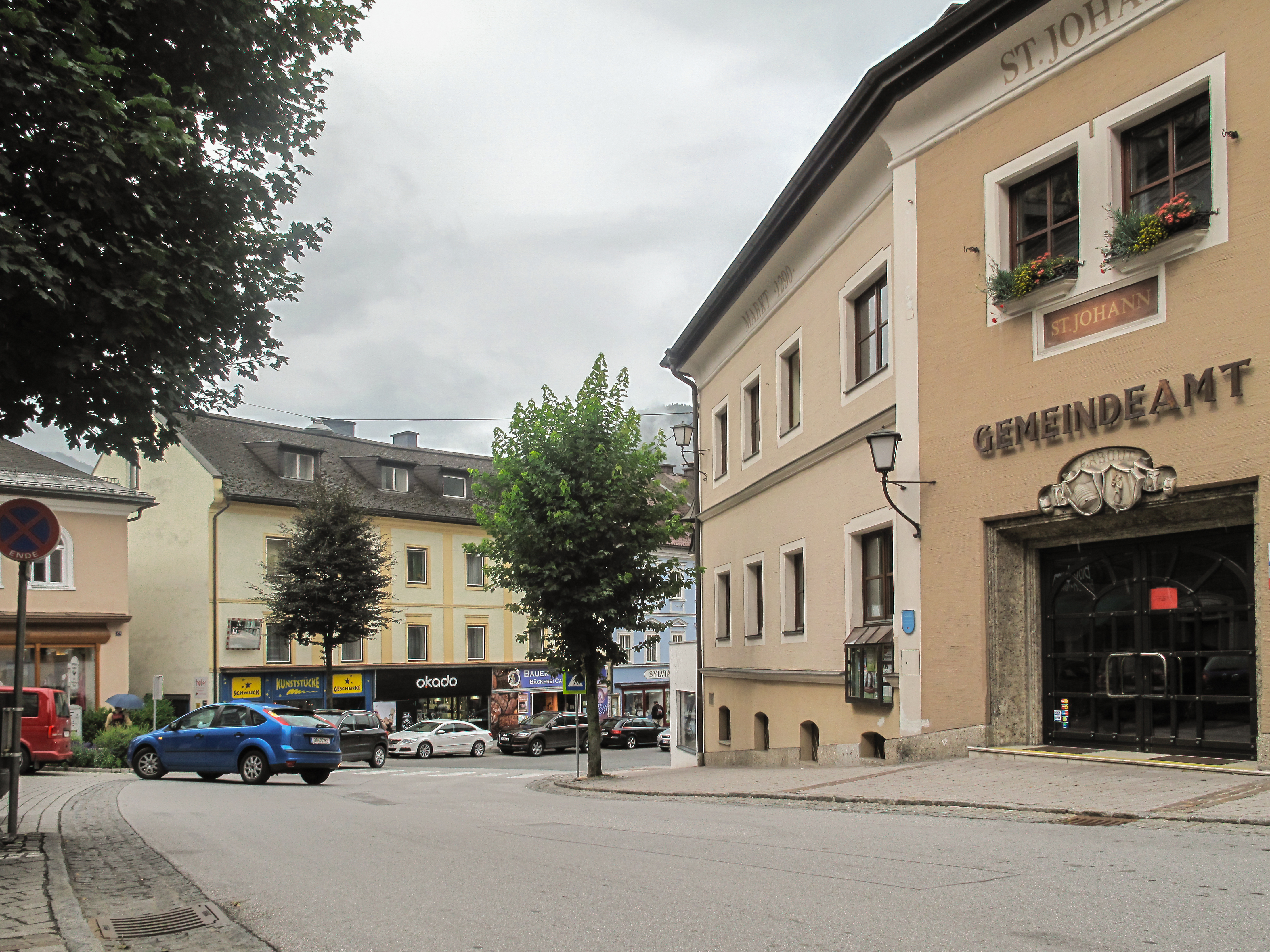